# Exoneura angophorella
Exoneura angophorella är en biart som beskrevs av Rayment 1948. Exoneura angophorella ingår i släktet Exoneura och familjen långtungebin. Inga underarter finns listade i Catalogue of Life.